# 三國港站

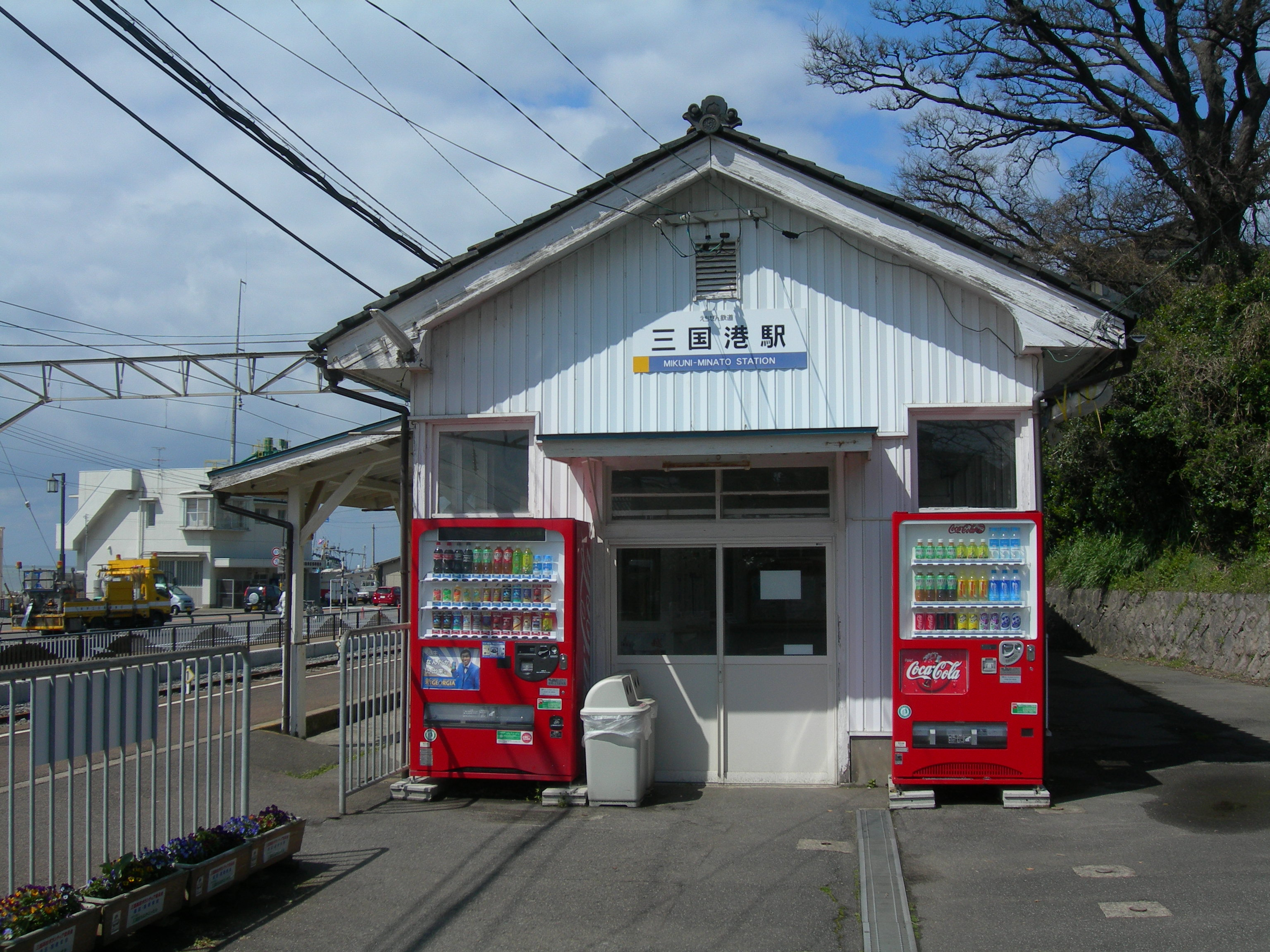
翻新前的舊車站大樓（2009年3月）

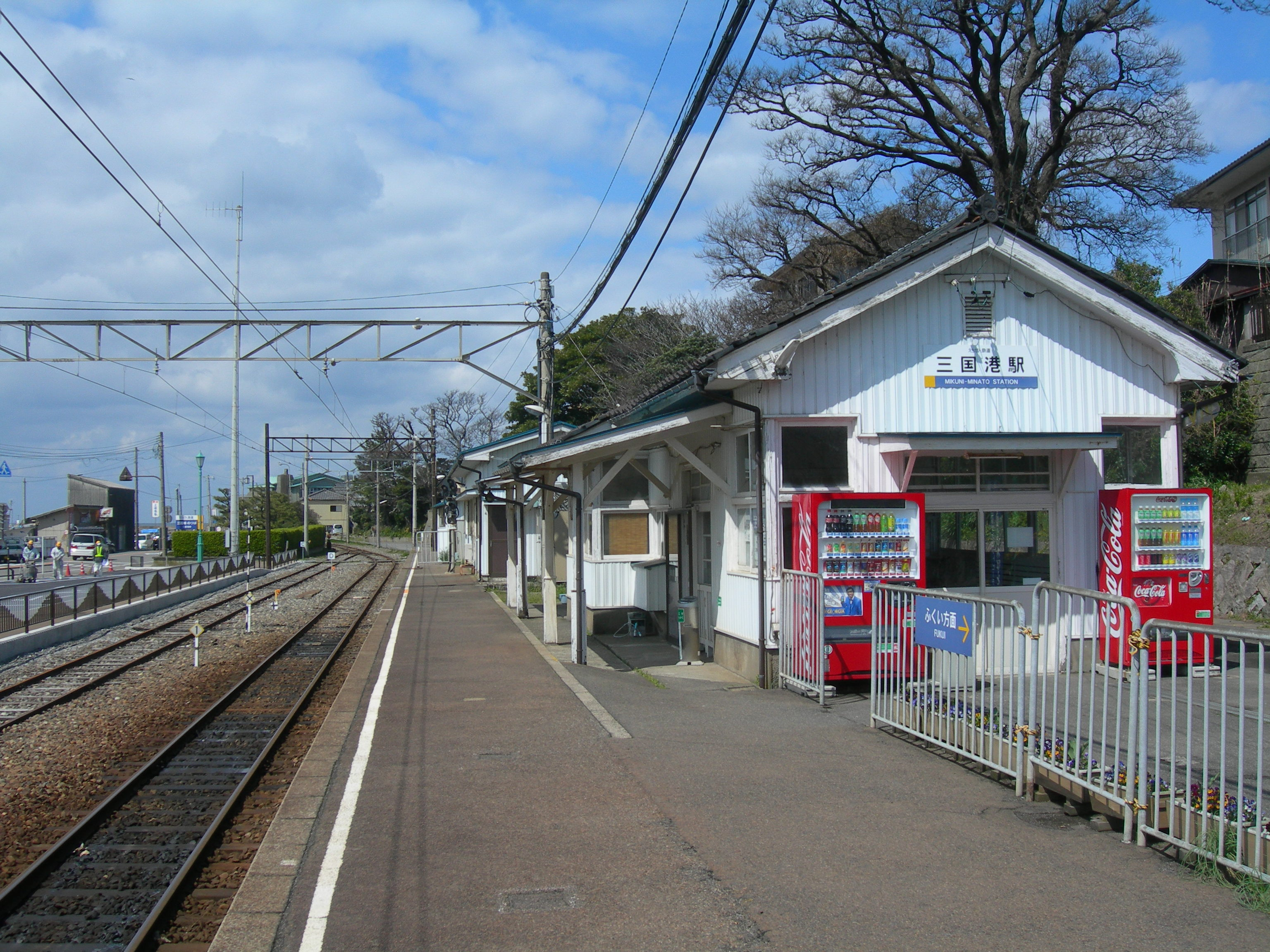
月台與舊車站大樓（2009年3月）

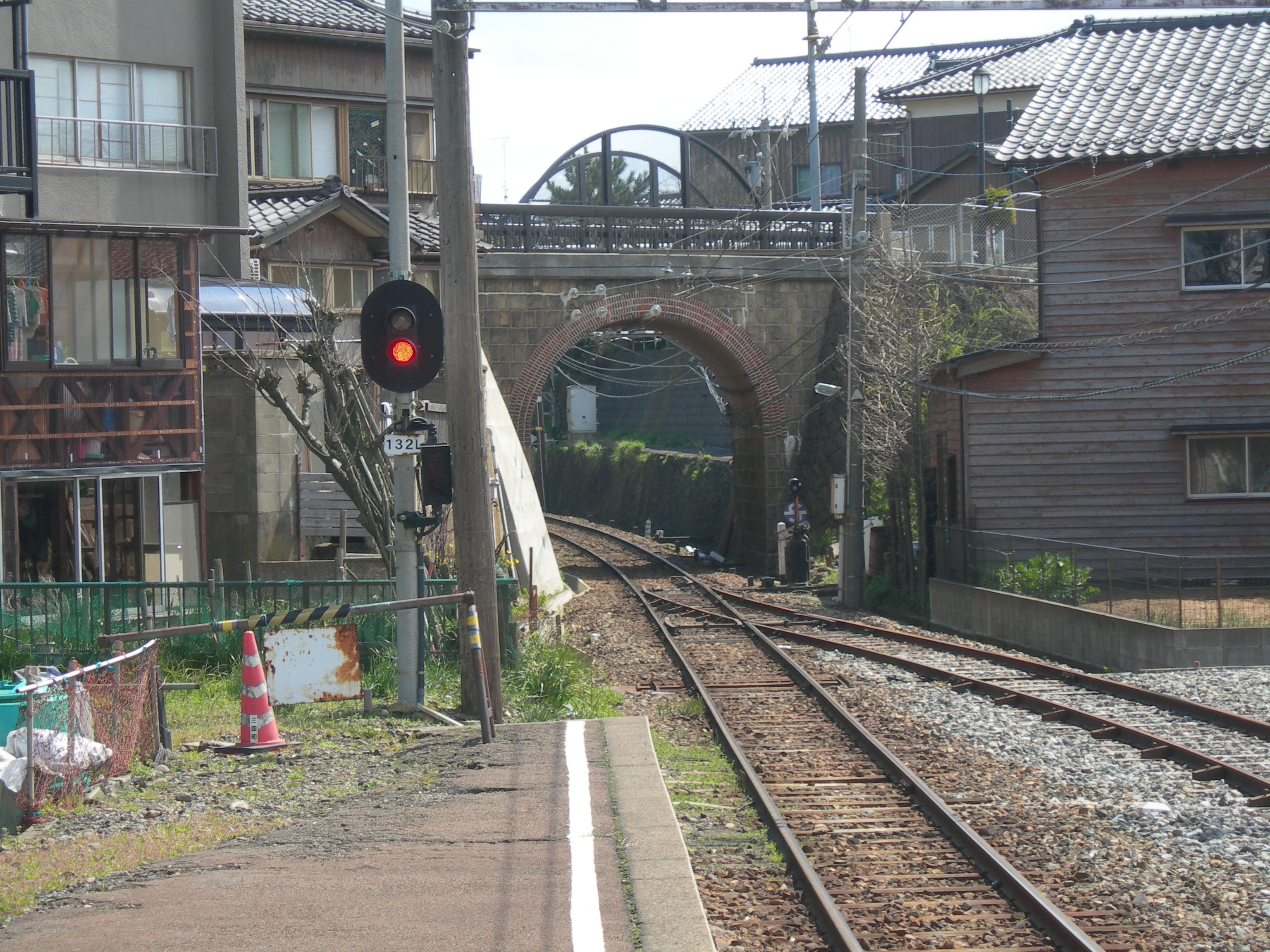
月台後方為「眼鏡橋」，國鐵三國線時代已經存在。

三國港站（日语：／ Mikuni-Minato eki */?）是位於福井縣坂井市三國町宿一丁目，越前鐵道的三國蘆原線車站。車站編號為E44。

## 歷史
- 1913年1月1日：鐵道院三國線三國站站內開設三國港貨物裝卸場所，此場所建設於三國站向海岸延伸的位置[2][3]。
- 1914年7月1日：與三國站分離，三國港貨物裝卸場所變更為（貨）三國港站。成為一座獨立的車貨運車站，此站也設有旅客業務，但是為臨時性質。
- 1927年12月15日：三國至三國港之間開始全年旅客業務，升格為一般車站[3]。
- 1944年：

- 1月11日：京福電氣鐵道三國蘆原線電車三國至東尋坊口之間暫停服務。
- 10月11日：國鐵三國線暫停服務。京福電氣鐵道租借三國線三國至三國港之間的營業權，開始營運三國至三國港之間區間（直流電600V電氣化）。京福的三國港站啟用。三國蘆原線由電車三國站向三國神社一方改用國鐵三國線。

- 1946年8月15日：國鐵三國線金津（現時：蘆原溫泉）至蘆原之間重開[2]。三國線列車開始駛入京福蘆原至三國港之間（部分列車單向駛入）。
- 1968年3月21日：京福三國蘆原線電車三國至東尋坊口之間正式廢線。
- 1972年3月1日：國鐵三國線廢線[6]。國鐵三國港站廢站[6]。
- 1981年：降格為無人車站。
- 2001年6月25日：由於越前本線事故（日语：京福電気鉄道越前本線列車衝突事故），京福電氣鐵道被勒令停運所有路線，本站亦被暫停服務[8][9]。
- 2003年：

- 2月1日：車站設施轉讓至越前鐵道。
- 8月10日：路線重開。

- 2010年3月13日：車站進行翻新工程[11]。
- 2024年10月11日：越前鐵道及福井鐵道均可使用ICOCA及全國通用IC卡付款[12][13]。

## 車站構造
車站大樓位於月台北邊（靠近市區一方），大樓是一座木製建築物，於2010年3月翻新，這個翻新工程使用了舊大樓的建材，在同一個結構上進行翻新。在翻新前的車站大樓在國有鐵道三國線時代已經使用，後來越前鐵道接管後，大樓內只用作候車室，但是大樓內保留了櫃臺。車站職員只於星期六、日及假日的9:00～16:10當值。
車站是一座地面車站，設有1面1線單式月台。相比其他越前鐵道車站，此站的月台比較長，這是由於車站是國鐵時代的產物。
在越過車站月台後方的路軌是一條留置線。在本線部分的邊界設置了入換信號機。該留置線設有列車夜間停泊，也有停止位置目標牌。另外站內也有側線。當舉行煙花大會時會停泊了臨時列車。

## 使用狀況
在「令和4年坂井市統計年報」中，以下為1日平均乘車人次：
| 乘車人次變化 | 乘車人次變化 |
| 年度         | 1日平均人次  |
| ------------ | ------------ |
| 2007年       | 160          |
| 2008年       | 165          |
| 2009年       | 173          |
| 2010年       | 177          |
| 2011年       | 174          |
| 2012年       | 169          |
| 2013年       | 165          |
| 2014年       | 158          |
| 2015年       | 156          |
| 2016年       | 162          |
| 2017年       | 161          |
| 2018年       | 156          |
| 2019年       | 151          |
| 2020年       | 94           |
| 2021年       | 105          |

## 車站周邊

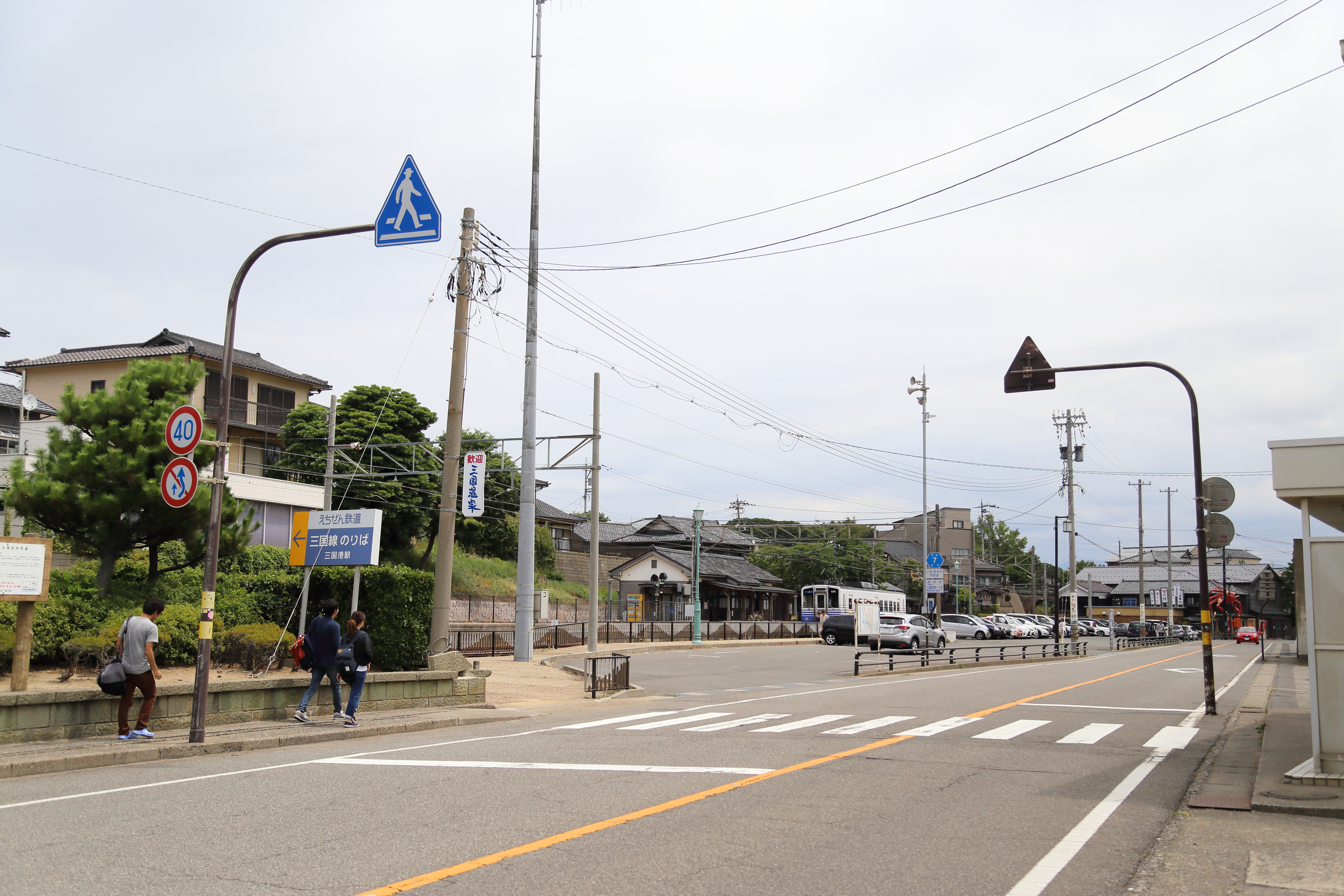
縣道7號望向車站大樓

原本此站是三國港的貨物起卸車站。車站鄰近福井縣漁連和海灘等海岸相關設施。在三國港一帶登錄了成為港綠洲，此站成為了港綠洲三國湊的設施之一。
車站正面（北邊）設有單車停泊處，南邊的福井縣道7號三國東尋坊蘆原線旁設有市營停車場（可容納52架）。另外，在福井縣道7號三國東尋坊蘆原線對出是九頭龍川靠近日本海的河口。越過對面岸時需要經過國道305號新保橋。車站東邊（向三國站一方）設有眼鏡橋，該橋成為了國家登錄有形文化財（2004年7月23日登錄）。另外，在2014年放映的電視動畫《GLASSLIP》中出現了三國港站與眼鏡橋。
- 福井縣道7號三國東尋坊蘆原線（日语：福井県道7号三国東尋坊芦原線）
- 京福巴士（日语：京福バス）「三國港站前」巴士站（84.東尋坊線）
- 三國日落沙灘（日语：三国海水浴場）
- 三國溫泉YuaPort
- 三國朝市
- 三國Yotto Harbor
- 三國運動公園

## 相鄰車站
越前鐵道
■三國蘆原線
□快速（只有上行班次）、■普通
三國（E43）－三國港（E44）
- 曾經存在的國有鐵道三國線之相鄰車站與上述的車站相同。

## 注腳
1. 1 2 3 4 5  安田・松本 2017，第10頁.
2. 1 2 3  JTB 1998，第150頁.
3. 1 2 3  . 日刊SPA!. 2020-06-14  [2020-06-14]. （原始内容存档于2021-08-26） （日语）.
4. ↑  京福 2003，第29頁.
5. ↑  京福 2003，第142頁.
6. 1 2 3  JTB 1998，第151頁.
7. 1 2 3  川島 2010，第86頁.
8. 1 2 3  朝日 2011，第9頁.
9. ↑  京福 2003，第34頁.
10. ↑  京福 2003，第143頁.
11. 1 2  . 中日旅行ナビぶらっ人（中日新聞）. 2010-04-05  [2020-06-14]. （原始内容存档于2021-09-22） （日语）.
12. ↑  えちぜん鉄道と福井鉄道 交通系ＩＣカード導入１０月１１日〜 （页面存档备份，存于），NHK News，2024年9月22日。
13. ↑  えちぜん鉄道と福井鉄道が交通系ICカード導入　10月11日からICOCA、Suicaなどでキャッシュレス決済対応 （页面存档备份，存于），福井新聞，202年9月7日。
14. ↑  えちぜん鉄道公式サイト （页面存档备份，存于）（日語）
15. ↑  川島 2010，第33頁.
16. ↑  「15.交通・通信」，令和4年坂井市統計年報，第106頁 （页面存档备份，存于）。
17. ↑  國土數値情報　駅別乗降客數データ （页面存档备份，存于） - 統計情報リサーチ，2024年2月11日閱覽。
18. 1 2   (PDF). 坂井市情報企画課. 2019-06-04  [2021-06-15]. （原始内容 (PDF)存档于2020-11-08） （日语）.
19. ↑  「眼鏡橋」福井県の文化財 （页面存档备份，存于）（日語）
20. ↑   - 線上文化遺產（文化廳） （日語）
21. ↑  . 日刊スポーツ. 2018-06-21  [2021-06-15]. （原始内容存档于2019-10-01） （日语）.

## 外部連結
- 三國港站 （页面存档备份，存于）（日語） - 越前鐵道
- - 國指定文化財等數據庫（日語）